# Kullfjorden
Kullfjorden eller Kulfjorden (nordsamisk: Seahkkavuotna) er en fjord i Måsøy kommune i Troms og Finnmark . Fjorden har indløb mellem Trollfjordneset i vest og Fiskeneset i øst og går ni kilometer mod syd til Sekken i Vesterbotnen. Inderst i fjorden deler den sig i to små arme. Austerbotnen går mod sydøst, mens Vesterbotnen går mod sydvest.
Kullfjorden er 83 meter på det dybeste, næsten helt yderst i fjorden. 
Det er ingen bosætninger ved fjorden.